# Ràtio preu-benefici
La ràtio preu-benefici o ràtio preu / guany (anglès Price to Earnings Ratio, acrònim PER) és una ràtio financera que es fa servir en l'anàlisi fonamental de les empreses, principalment d'aquelles que cotitzen a la borsa, i que mesura la relació entre el preu d'una acció i el benefici per acció. El seu valor indica el nombre de vegades que el benefici net d'una empresa es troba inclòs en el preu d'una acció d'aquesta. Un PER més alt implica que els inversors estan pagant més per cada unitat de benefici.

## Fórmula
{\displaystyle {\mbox{PER}}={\mbox{P/E ratio}}={\frac {\mbox{Preu una acció}}{\frac {\mbox{Benefici net}}{\mbox{Nº Accions}}}}={\frac {\mbox{Preu per acció}}{\mbox{Benefici per acció}}}}
El valor del PER es troba dividint el preu que té una acció d'una empresa determinada al mercat borsari entre el valor del benefici net (després d'impostos) de l'empresa corresponent dividit entre el nombre d'accions que ha emès.

## Exemple i interpretació
L'empresa X cotitza a 13,00 €/acció, l'any anterior va tenir un benefici net de 650.000 €, i té 500.000 accions en circulació. Per tant: 
{\displaystyle {\mbox{PER}}={\mbox{P/E ratio}}={\frac {\mbox{13}}{\frac {\mbox{650.000}}{\mbox{500.000}}}}={\frac {\mbox{13}}{\mbox{1,3}}}={10}}
La lectura del PER de l'empresa X és que en el preu -actual- de les seves accions hi ha inclòs 10 cops el benefici -passat- de l'empresa. Una empresa amb un PER alt pot significar que les expectatives del valor són molt favorables i es basen en beneficis futurs (es preveu un creixement d'aquests) o bé que l'acció està sobrevalorada -sense fonament- i, per tant, és probable que la seva cotització baixi fins a ajustar-se als seus fonamentals. Una empresa amb un PER baix pot significar que l'acció està infravalorada i pot entrar en un recorregut alcista.
| N/A   | Si l'empresa té pèrdues, el seu PER serà indeterminat. Tot i que es pot calcular matemàticament un PER negatiu, per convenció s'assigna un PER indefinit a aquestes empreses.                                                                          |
| 0-10  | O bé l'acció es troba infravalorada o els inversors creuen que els beneficis de l'empresa entraran en declivi. |
| 10-17 | Per la gran majoria d'empreses, aquest valor del PER és l'adequat. |
| 17-25 | O bé l'acció es troba sobrevalorada o els beneficis de l'empresa han crescut des que es van publicar els beneficis immediatament anteriors. També pot indicar que els inversors creuen que en un futur pròxim els beneficis creixeran substancialment. |
| 25+   | Un PER tan elevat es pot deure al fet que hi ha grans expectatives de creixement dels beneficis futurs, o bé que la companyia es troba en situació de bombolla financera especulativa.                                                                 |

A l'hora d'interpretar el PER és important comparar-lo amb el de les altres empreses del corresponent sector o mercat del valor i les expectatives de desenvolupament i beneficis.